# Kõera
Koordinaten: 58° 42′ N, 23° 33′ O
Kõera (deutsch Käera) ist ein Dorf (estnisch küla) in der Landgemeinde Lääneranna im Kreis Pärnu (bis 2017: Landgemeinde Hanila im Kreis Lääne) in Estland.
Der Ort hat zehn Einwohner (Stand 31. Dezember 2011). Er liegt unweit der Ostseestrände an der Bucht von Topi (Topi laht), vierzehn Kilometer nordöstlich des Hafens Virtsu. Das Dorf gehört zum Nationalpark Matsalu.